# Party Tricks
Party Tricks, es una miniserie australiana transmitida del 6 de octubre del 2014 hasta el 10 de noviembre del 2014 por medio de la cadena Network Ten.
La serie fue creada por Michael Lucas y contó con la participación invitada de actores como Michala Banas, Ryan Powell, Thomas Campbell, entre otros...
La serie se centró en Kate una mujer que hace una campaña para ser la próxima ministro del estado pero todo se le complica cuando su examante se convierte en el nuevo líder de la oposición.
El 3 de octubre de 2014 el productor John Edwards anunció que la serie no regresaría para una segunda temporada.

## Historia
La serie siguió a Kate Ballard, una política comprometida y rigurosa cuya victoria en las elecciones estatales parece asegurada hasta que la oposición anuncia a su nuevo candidato: el líder de la oposición y personalidad de la radio David McLeod es elegido. A medida que la serie avanza se releva que en el pasado Kate y David habían mantenido un romance en secreto.

## Personajes[5]

### Personajes Principales
| Actor          | Personaje              | Trabajo                                       | N.º de episodios | Duración |
| -------------- | ---------------------- | --------------------------------------------- | ---------------- | -------- |
| Asher Keddie   | Kate Ballard           | Política & Primer ministro                    | 6                | 2014     |
| Rodger Corser  | David McLeod           | Político                                      | 6                | 2014     |
| Adam Zwar      | Trevor Bailey          | Líder Diputado de la Oposición                | 6                | 2014     |
| Angus Sampson  | Wayne Duffy            | Secretario de Prensa de Kate                  | 6                | 2014     |
| Ash Ricardo    | Charlotte Wynn         | Encargada de las Relaciones Públicas de David | 6                | 2014     |
| Charlie Garber | Oliver "Ollie" Parkham | Redactor de Discursos de Kate                 | 6                | 2014     |
| Doris Younane  | Paula Doumani          | Vice primer ministro & ministro de Transporte | 6                | 2014     |
| Colin Moody    | Geoff Ballard          | Esposo de Kate                                | 6                | 2014     |
| Oliver Ackland | Tom Worland            | Reportero Político                            | 6                | 2014     |
| Kaiya Jones    | Matilda McLeod         | Estudiante                                    | 6                | 2014     |

### Personajes Recurrentes
| Actor              | Personaje       | Trabajo                                     | N.º de episodios | Duración |
| ------------------ | --------------- | ------------------------------------------- | ---------------- | -------- |
| Andy Matthews      | James           | -                                           | 6                | 2014     |
| Ming-Zhu Hii       | Natasha Lee     | -                                           | 5                | 2014     |
| Gareth Yuen        | Lucas Fry       | Voluntario del Partido Liberal              | 5                | 2014     |
| Georgia Bolton     | Kez             | Miembro del Equipo de Seguridad de Kate     | 5                | 2014     |
| Neil Melville      | Duncan Guthrie  | expresidente del Partido Liberal Victoriano | 4                | 2014     |
| Catherine Glavicic | Ann-Marie Dwyer | -                                           | 3                | 2014     |

## Episodios
La temporada de la miniserie contó con 6 episodios.

## Premios y nominaciones
| Año  | Categoría                                 | Premio           | Nominado (a) | Resultado |
| ---- | ----------------------------------------- | ---------------- | ------------ | --------- |
| 2015 | Most Popular Actress                      | Logie Award      | Asher Keddie | Ganó      |
| 2015 | Most Popular Personality on Australian TV | Gold Logie Award | Asher Keddie | Nominada  |

## Producción
El 26 de julio del 2013 la cadena Network Ten anunció que realizarían un nuevo proyecto con Endemol Australia llamado "Party Tricks", un drama de seis partes el cual sería creada por Michael Lucas y producido por John Edwards y Imogen Banks. A finales de junio del 2013 se anunció que Asher Keddie y Rodger Corser serían los protagonistas de la nueva serie.